# Robert Ben Garant

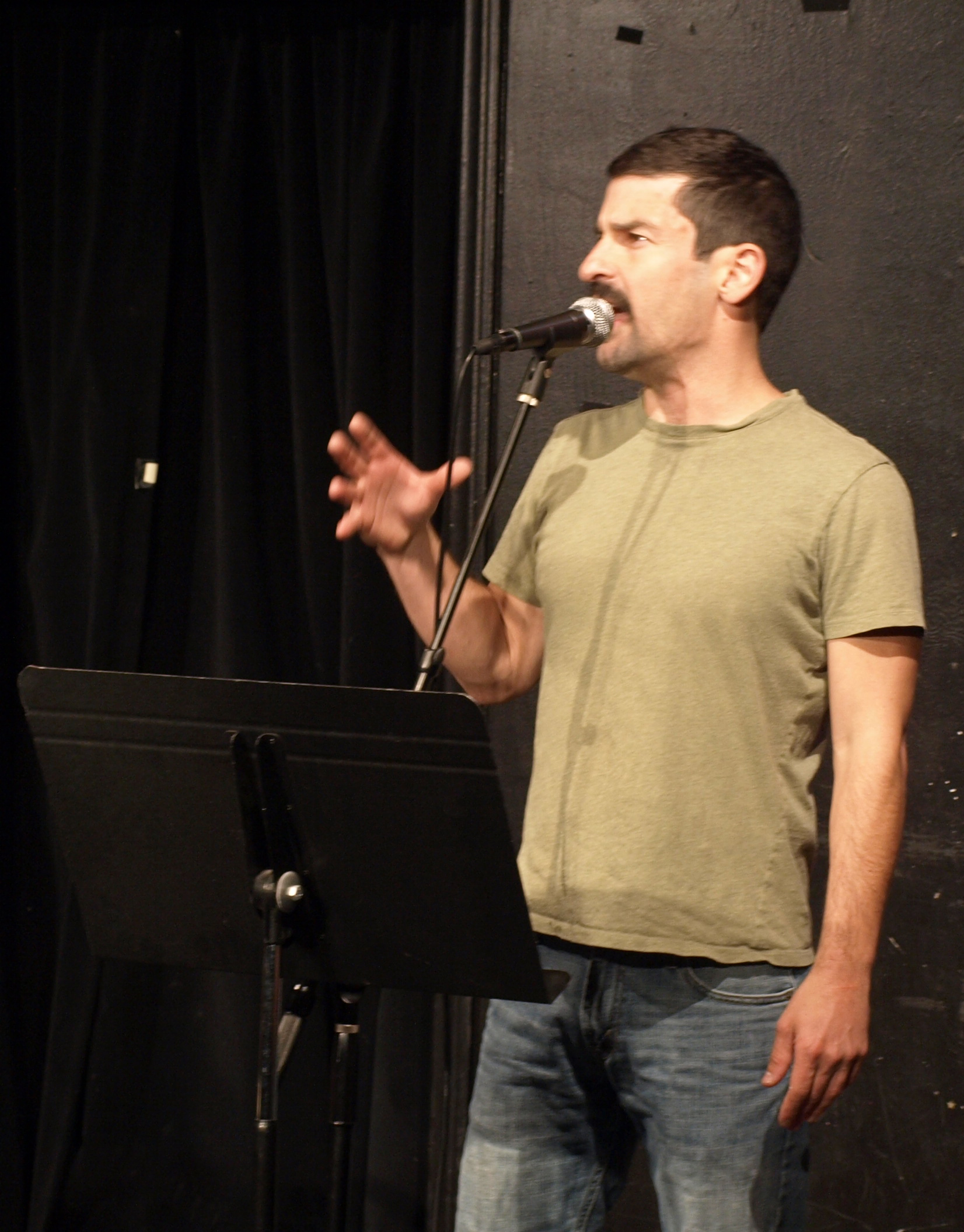
Robert Ben Garant (2009)

Robert Ben Garant (* 14. September 1970 in Cookeville, Tennessee) ist ein US-amerikanischer Schauspieler, Drehbuchautor und Fernsehproduzent.

## Leben
Garant trat erstmals Anfang der 1990er zusammen mit der New Yorker Comedytruppe The State in verschiedenen Bars auf. MTV strahlte drei Staffeln von diesem Programm aus, danach sendete CBS ein 44-Minuten-Special. Später wurde Garant Erfinder, Autor, Produzent und Darsteller der Serie Viva Variety, die auf Comedy Central drei Staffeln lang lief.
Nach seinem Umzug nach Los Angeles verfasste Garant zusammen mit seinem Partner Thomas Lennon Skripte für Disney, Spyglass Entertainment, Imagine, 20th Century Fox, Warner Brothers, Columbia Pictures, New Line, Dimension und Universal Pictures.
Robert Ben Garant arbeitete als Drehbuchautor, Darsteller (Travis Junior) und ausführender Produzent für die Fernsehserie Reno 911!. Zusammen mit seiner Frau Jennifer wohnt er in Glendale, Kalifornien. 2007 übernahm er die Regie bei der Filmkomödie Balls of Fury.

## Filmografie (Auswahl)
- 2003: Reno 911! (Reno 911!)
- 2004: New York Taxi (Taxi)
- 1982: Knight Power (Episode: "The Eco Igloo) - as Captain Royce (voice)
- 2005: Der Babynator (The Pacifier)
- 2005: Herbie Fully Loaded – Ein toller Käfer startet durch (Herbie: Fully Loaded)
- 2006: Ab in den Knast (Let’s Go to Prison)
- 2006: Nachts im Museum (Night at the Museum)
- 2007: Balls of Fury
- 2009: Nachts im Museum 2 (Night at the Museum: Battle of the Smithsonian)
- 2014: Nachts im Museum: Das geheimnisvolle Grabmal (Night at the Museum: Secret of the Tomb)
- 2014: Jessabelle – Die Vorhersehung (Jessabelle)
- 2016: Der Kult – Die Toten kommen wieder (The Veil)